# Hóquei sobre a grama nos Jogos Olímpicos de Verão de 2012

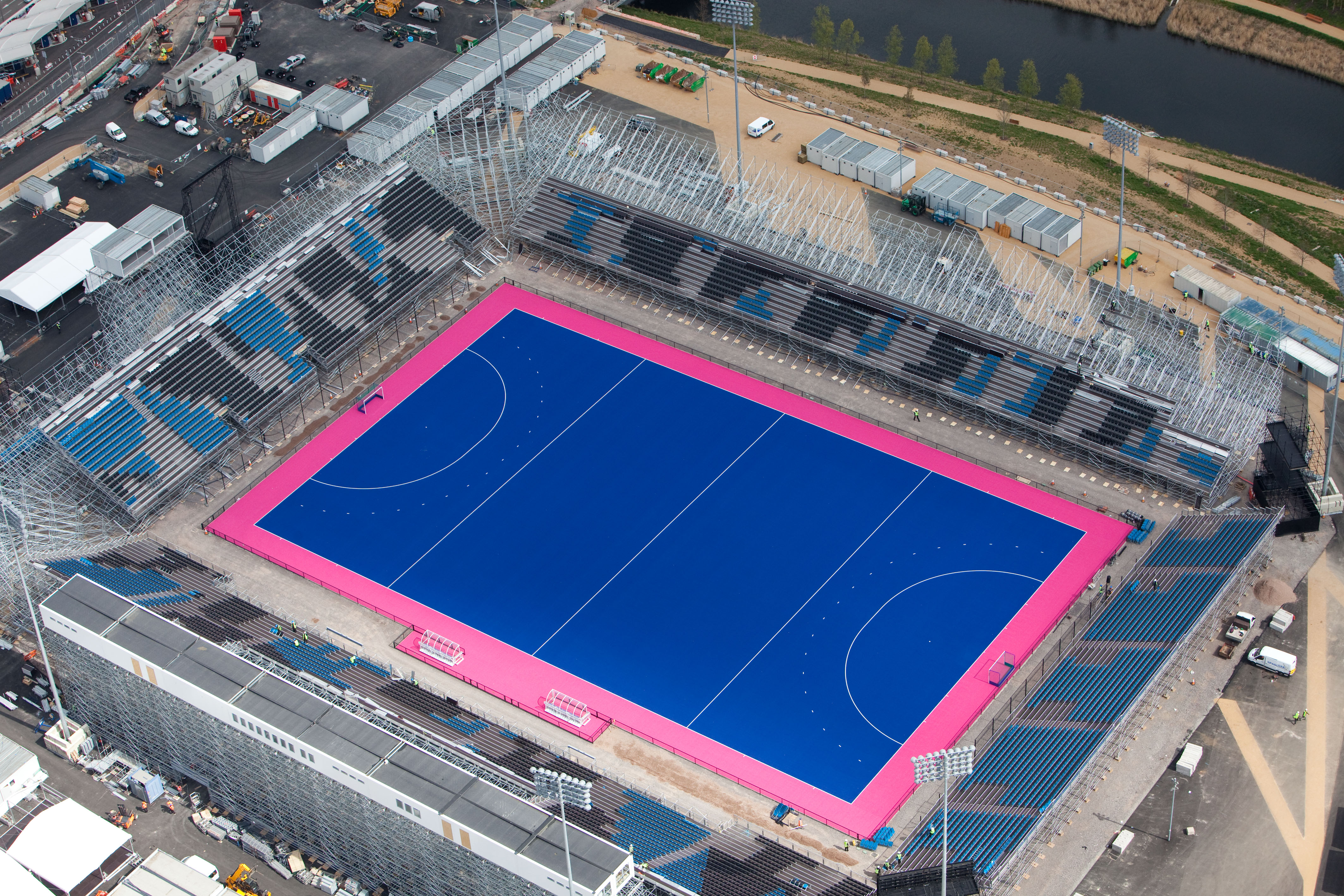
Riverbank Arena, local das disputas do hóquei sobre a grama.

As competições de hóquei sobre a grama (português brasileiro) ou hóquei em campo (português europeu) nos Jogos Olímpicos de Verão de 2012 foram realizadas entre 29 de julho e 11 de agosto no Riverbank Arena em Londres, no Reino Unido.

## Calendário
|                      | Julho | Julho | Julho | Julho | Julho | Julho | Julho | Agosto | Agosto | Agosto | Agosto | Agosto | Agosto | Agosto | Agosto | Agosto | Agosto | Agosto | Agosto |
| Hóquei sobre a grama | 25    | 26    | 27    | 28    | 29    | 30    | 31    | 1      | 2      | 3      | 4      | 5      | 6      | 7      | 8      | 9      | 10     | 11     | 12     |
| -------------------- | ----- | ----- | ----- | ----- | ----- | ----- | ----- | ------ | ------ | ------ | ------ | ------ | ------ | ------ | ------ | ------ | ------ | ------ | ------ |
| Feminino             |       |       |       |       |       |       |       |        |        |        |        |        |        |        |        |        | 1      |        |        |
| Masculino            |       |       |       |       |       |       |       |        |        |        |        |        |        |        |        |        |        | 1      |        |

|  | Dia de competição |  | Dia de final |

## Eventos
- Torneio masculino (12 equipes)
- Torneio feminino (12 equipes)

## Qualificação
Para as competições de hóquei sobre a grama, o Comitê Olímpico Internacional permite a inscrição de 1 (um) Comitê Olímpico Nacional (CON) no masculino e 1 no feminino classificados através de torneios qualificatórios previamente definidos pela Federação Internacional de Hóquei.
Masculino
| Torneio                        | Data                          | Sede      | Vagas | Classificados                      |
| ------------------------------ | ----------------------------- | --------- | ----- | ---------------------------------- |
| País-sede                      | –                             | –         | 1     | Grã-Bretanha                       |
| Jogos Asiáticos de 2010        | 15–25 de novembro de 2010     | China     | 1     | Paquistão                          |
| Campeonato Europeu de 2011     | 20–28 de agosto de 2011       | Alemanha  | 3     | Alemanha · Países Baixos · Bélgica |
| Pré-Olímpico Africano          | 2–11 de setembro de 2011      | Zimbabwe  | 1     | —[a]                               |
| Copa da Oceania de 2011        | 6–9 de outubro de 2011        | Austrália | 2     | Austrália · Nova Zelândia          |
| Jogos Pan-Americanos de 2011   | 14–30 de outubro de 2011      | México    | 1     | Argentina                          |
| Torneio Pré-Olímpico Mundial 1 | 18–26 de fevereiro de 2012    | Índia     | 1     | Índia                              |
| Torneio Pré-Olímpico Mundial 2 | 10–18 de março de 2012        | Irlanda   | 1     | Coreia do Sul                      |
| Torneio Pré-Olímpico Mundial 3 | 26 de abril–6 de maio de 2012 | Japão     | 1     | África do Sul                      |
| Convite                        | –                             | –         | 1     | Espanha[a]                         |
| Total                          |                               |           | 12    |                                    |

Nota
- A ^ A África do Sul venceu o torneio de pré-olímpico da África, mas desistiu da vaga automática com a premissa de que deveria jogar um torneio qualificatório de melhor nível que o africano. Eventualmente, ela ganhou o pré-olímpico mundial 3 e a Espanha foi convidada como a melhor equipe não classificada após a conclusão dos torneios continentais.[3]

Feminino
| Torneio                        | Data                          | Sede      | Vagas | Classificados             |
| ------------------------------ | ----------------------------- | --------- | ----- | ------------------------- |
| País-sede                      | –                             | –         | 1     | Grã-Bretanha              |
| Jogos Asiáticos de 2010        | 13–24 de novembro de 2010     | China     | 2     | China · Coreia do Sul     |
| Campeonato Europeu de 2011     | 20–27 de agosto de 2011       | Alemanha  | 2     | Países Baixos · Alemanha  |
| Pré-Olímpico Africano          | 2–11 de setembro de 2011      | Zimbabwe  | 1     | —[b]                      |
| Copa da Oceania de 2011        | 6–9 de outubro de 2011        | Austrália | 2     | Nova Zelândia · Austrália |
| Jogos Pan-Americanos de 2011   | 14–30 de outubro de 2011      | México    | 1     | Estados Unidos            |
| Torneio Pré-Olímpico Mundial 1 | 18–25 de fevereiro de 2012    | Índia     | 1     | África do Sul             |
| Torneio Pré-Olímpico Mundial 2 | 17–25 de março de 2012        | Bélgica   | 1     | Bélgica                   |
| Torneio Pré-Olímpico Mundial 3 | 25 de abril–5 de maio de 2012 | Japão     | 1     | Japão                     |
| Convite                        | –                             | –         | 1     | Argentina[b]              |
| Total                          |                               |           | 12    |                           |

Nota
- B ^ A África do Sul venceu o torneio de pré-olímpico da África, mas desistiu da vaga automática com a premissa de que deveria jogar um torneio qualificatório de melhor nível que o africano. Eventualmente, ela ganhou o pré-olímpico mundial 1 e a Argentina foi convidada como a melhor equipe não classificada após a conclusão dos torneios continentais.[4]

## Medalhistas
| Evento             | Ouro | Prata | Bronze |
| ------------------ | --- | --- | --- |
| Masculino detalhes | Maximilian Müller Martin Häner Oskar Deecke Christopher Wesley Moritz Fürste Tobias Hauke Jan Philipp Rabente Benjamin Weß Timo Weß Oliver Korn Christopher Zeller Max Weinhold Matthias Witthaus Florian Fuchs Philipp Zeller Thilo Stralkowski GER Alemanha                  | Jaap Stockmann Tim Jenniskens Klaas Vermeulen Marcel Balkestein Wouter Jolie Roderick Weusthof Robbert Kemperman Teun de Nooijer Sander Baart Floris Evers Bob de Voogd Sander de Wijn Rogier Hofman Robert van der Horst Billy Bakker Valentin Verga Mink van der Weerden NED Países Baixos | Mark Knowles Jamie Dwyer Liam de Young Simon Orchard Glenn Turner Chris Ciriello Matthew Butturini Russell Ford Eddie Ockenden Joel Carroll Matthew Gohdes Tim Deavin Matthew Swann Nathan Burgers Kieran Govers Fergus Kavanagh AUS Austrália |
| Feminino detalhes  | Kitty van Male Carlien Dirkse van den Heuvel Kelly Jonker Maartje Goderie Lidewij Welten Maartje Paumen Naomi van As Ellen Hoog Sophie Polkamp Joyce Sombroek Kim Lammers Eva de Goede Marilyn Agliotti Merel de Blaeij Margot van Geffen Caia van Maasakker NED Países Baixos | Laura Del Colle Rosario Luchetti Macarena Rodríguez Luciana Aymar Carla Rebecchi Delfina Merino Martina Cavallero Florencia Habif Rocío Sánchez Moccia Daniela Sruoga Sofía Maccari Mariela Scarone Silvina D'Elía Noel Barrionuevo Josefina Sruoga Florencia Mutio ARG Argentina            | Beth Storry Emily Maguire Laura Unsworth Crista Cullen Hannah Macleod Anne Panter Helen Richardson Kate Walsh Chloe Rogers Laura Bartlett Alex Danson Georgie Twigg Ashleigh Ball Sally Walton Nicola White Sarah Thomas GBR Grã-Bretanha      |

## Quadro de medalhas
| Ordem | País              | Medalha de ouro | Medalha de prata | Medalha de bronze |   | Ordem por total |
| ----- | ----------------- | --------------- | ---------------- | ----------------- | - | --------------- |
| 1     | NED Países Baixos | 1               | 1                |                   | 2 | 1               |
| 2     | GER Alemanha      | 1               |                  |                   | 1 | 2               |
| 3     | ARG Argentina     |                 | 1                |                   | 1 | 2               |
| 4     | AUS Austrália     |                 |                  | 1                 | 1 | 2               |
|       | GBR Grã-Bretanha  |                 |                  | 1                 | 1 | 2               |
| TOTAL | TOTAL             | 2               | 2                | 2                 | 6 |                 |